# Анклух
Анклух (рос. Анклух, А н кI л у гъ дарг., А н к л у къ лак.) — покинуте даргинське село Агульського району, Дагестану Росії. Входить до складу муніципального утворення Сільрада Амухська.
Населення — 13 (2010).

## Географія
Відстань від райцентру 24 км.

## Історія
У 1926 році село належало до Лакського району.
До 1935 р. належало до Дахадаєвського району.
Опустіло в 1960-70х роках (остаточно в 1979 році): мешканці переселилися в місто Дагестанскі Вогні та село Чінар Дербентського району.

## Населення
За даними перепису населення 2002 року в селі мешкало 0 осіб. У селі переважала верхньовуркунська мова.
У 1926 році в селі проживало 195 осіб, серед яких 195 даргинців (100 %).